# Paràsit intracel·lular
Els paràsits intracel·lulars són microparàsits capaços de créixer i reproduir-se dins de les cèl·lules d'un hoste. També s'anomenen patògens intracel·lulars.

## Tipus
Hi ha dos tipus principals de paràsits intracel·lulars: facultatius i obligats.
Els paràsits intracel·lulars facultatius són capaços de viure i reproduir-se dins o fora de les cèl·lules hostes. Els paràsits intracel·lulars obligats, en canvi, necessiten una cèl·lula hoste per viure i reproduir-se. Molts d'aquests tipus de cèl·lules requereixen tipus d'hostes especialitzats, i la invasió de les cèl·lules hostes es produeix de diferents maneres.

### Facultatius
Els paràsits intracel·lulars facultatius són capaços de viure i reproduir-se dins o fora de les cèl·lules.
Exemples de bacteris inclouen:
- Bartonella henselae[4]
- Francisella tularensis
- Listeria monocytogenes[5]
- Salmonella Typhi[6]
- Brucella
- Escherichia coli, específicament els uropatògens[7]
- Legionella
- Mycobacterium
- Nocardia
- Neisseria
- Rhodococcus equi[8]
- Yersinia
- Staphylococcus aureus[9]
- Mycobacterium tuberculosis (dins dels macròfags)[10]

Exemples de fongs inclouen:
- Histoplasma capsulatum.[11]
- Cryptococcus neoformans[12]
- Blastomyces dermatitidis[a]

### Obligats
Els paràsits intracel·lulars obligats no es poden reproduir fora de la seva cèl·lula hoste, cosa que significa que la reproducció del paràsit depèn completament dels recursos intracel·lulars.
Tots els virus són paràsits intracel·lulars obligats.
Exemples de bacteris (que afecten els humans) inclouen:
- Chlamydia, i espècies estretament relacionades.[14]
- Rickettsia
- Coxiella
- Certes espècies de Mycobacterium com ara Mycobacterium leprae, que sobreviuen en fagòcits
- Anaplasma phagocytophilum[b][15]

Exemples de protozous (que afecten els humans) inclouen:
- Apicomplexos (Plasmodium spp., Toxoplasma gondii i Cryptosporidium parvum[16])
- Tripanosomàtids (Leishmania spp. i Trypanosoma cruzi)

Exemples de fongs (que afecten els humans) inclouen:
- Pneumocystis jirovecii[17]

Els mitocondris de les cèl·lules eucariotes també poden haver estat originalment aquests paràsits, però van acabar formant una relació mutualista (teoria endosimbiòtica).
L'estudi dels patògens obligats és difícil perquè normalment no es poden reproduir fora de l'hoste. Tanmateix, el 2009, els científics van informar d'una tècnica que permetia que el patogen de la febre Q Coxiella burnetii creixés en un cultiu axènic i van suggerir que la tècnica podria ser útil per a l'estudi d'altres patògens.

### Exemples inusuals
Polypodium és un paràsit intracel·lular metazoari (animal) rar, diferent de la majoria, si no de tots els altres paràsits intracel·lulars per aquesta raó. Viu dins dels òvuls no fecundats (oòcits) dels peixos.